# Distretto di Goromonzi
Il distretto di Goromonzi è uno dei 9 distretti che compongono la Provincia del Mashonaland Orientale, In Zimbabwe. Ha una popolazione di 386.203 abitanti e una superficie di 2.520 Km².

## Demografia
| Censimento (Anno) | Popolazione     |
| ----------------- | --------------- |
| 2002              | 154.262         |
| 2012              | 224.987 (+3,8%) |
| 2022              | 386.203 (+5,7%) |